# モーニングモーニング
『モーニングモーニング』は、1986年（昭和61年）4月7日から1998年（平成10年）3月まで、福岡県福岡市に本社をもつ放送局・九州朝日放送（KBCテレビ）で放送された朝の情報ワイド番組である。後番組は『朝はポレポレ』。

## 概要
北部九州地方の朝一番のニュース、天気予報、交通情報などを中心に伝えていたが、番組のコンセプトである「人間・家族・愛」を軸にした企画やコーナーを数多く擁し、「普通の人々の普通の生活」を映し出した。特に取材VTRなどでは効果音やBGMを多用せず、現場の音声を生かした演出を行い、朝の番組としての爽やかさを前面に押し出していた。

## 沿革
ローカルワイドショーでは先駆的な存在である『ティータイムショー』以降、同局の情報ワイド番組は主婦の在宅時間帯である平日の日中に放送されてきたが、1980年代以降は企画の見直しを幾度も行っていた。その結果、在福他局も同様の番組を放送していた同時間帯からは撤退し、それまでテレビアニメの再放送などを編成してきた朝の時間帯に枠を移すことになった。

## 放送時間
| 期間    | 期間    | 放送時間（日本時間）       |
| ------- | ------- | -------------------------- |
| 1986.04 | 1987.09 | 平日 07:15 - 08:25（70分） |
| 1987.10 | 1993.03 | 平日 07:00 - 08:25（85分） |
| 1993.04 | 1998.03 | 平日 06:45 - 08:00（75分） |

## 出演者

### キャスター
- 1986年4月 - 1993年3月 後庵継丸[3]、徳永玲子[3]（当時劇団テアトルハカタ所属）
- 1993年4月 - 1994年3月 園田哲也、吉村朋子（一般公募での選出）
- 1994年4月 - 1997年3月 園田哲也、加藤恭子、田上和延（途中で小林肇に交代）
- 1997年4月 - 1998年3月 富田薫、あいざわ薫、小林肇

### リポーター
- 西田たかのり
- 橋本小夜
- 信川竜太
- この他、KBCアナウンサー（速水真智子、片原望）らも担当。

## 主なコーナー
けさの美人
一般視聴者から選ばれた女性のプロモーションビデオ風紹介コーナー。
朝を走る
自動車の助手席に固定されたカメラが映し出す道路沿いの風景を、番組テーマ曲「愛の中から」に載せて紹介。画面には文字ニュースも流れた（番組後期にはリクエスト曲に乗せて12星座の運勢を紹介する形になった）。
いってきます
朝の家庭をVTRで取材し、家族のインタビューや出かけるまでの様子で構成。番組の名物コーナーとなった。
一丁目一番地
福岡県内の何気ない街の風景をVTRで紹介する定点観測コーナー。
みんな登場
街角にスタンドマイクを設置し、集まった人が自由にPRやメッセージを話してもらう。
大字にっぽん
エリア内の山や川、田園などののんびりした風景、カメラがぶらりと歩く企画
おとうさんの会社
どこにでもある普通の会社で働くお父さんの姿をウォッチング。
スクランブルエッグ
視聴者から寄せられた葉書やFAXをもとに、エリア内の名物や面白人間をリポーターが取材。番組後期のコーナー。
吉田カメラマンレポート
朝の街角の様子を、生中継担当の「吉田カメラマン」が自らカメラを操作しながら伝えるコーナー。スタジオのキャスターとのほのぼのとしたやりとりが評判となる。いつも声だけの出演のため、視聴者から「顔が見たい」との投書が相次ぎ、実際に中継先を訪れて顔を確認する視聴者も多かった。番組の内容変更により一時期、コーナーが休止されたが復活を望む声が大きく再登場した程の人気で、番組の名物となる。1998年3月の番組最終回でも「吉田カメラマンの顔が出るのか」と話題になったが、結局最終回も声だけの出演となった。
この他、ニュース（スポーツニュース含む）、天気予報、交通情報などが随時放送された。

## エピソード
- 番組のコンセプト「人間・家族・愛」をもとに、演出方法が検討された結果「面白いもの、珍しいものはいらない。普通の人の普通の生活を描こう。インタビューはしない。レポーターを使わない。ズーム、パンなどカメラを動かさない。音声は現場の音のみ、ナレーションやBGMは使わない」など、これまでのテレビ番組が多用してきた事を一切禁止した。これにはディレクターからも反発があったが、放送が始まると、そのシンプルな映像に多くの視聴者から共感が寄せられた。[2]また、1988（昭和63）年には、第13回 放送文化基金賞 個人・グループ部門を受賞[4]。受賞理由は「地方キー局にあって、市民の中に情報を求め、家族・人間・愛を理念として朝の地域情報番組を構成、市民の高い評価を得た」。（受賞者は当時のスタッフ。代表として当時のテレビ編成局制作部長[5]）
- 放送開始に先駆けて、一番苦労したのは番組のタイトルだった。会議では様々なタイトル案が出たが決定打に至らなかった。会議中、疲れもピークに達した時に、番組立ち上げに関わった放送作家・毛利恒之が、朝の番組のタイトルに相応しい色々なキーワードを口にし、その途中に「モーニング…モーニング…うーん」とつぶやいたところ、番組プロデューサーが「“モーニング”を2つ重ねたら立派なタイトルになる」と反応し、本番組のタイトルが決定した。[6]

## 番組テーマ曲
- 1986年4月 - 1993年3月 「愛の中から」徳永英明（シングル「夏のラジオ」のカップリング曲）
- 1993年4月 - 1994年3月 「素敵な朝の予感」HARU
- 1994年4月 - 1998年3月 「恋の一番列車」ニール・セダカ（6:45の放送開始）、「あなたのとりこ（Irresistiblement）」シルヴィ・ヴァルタン（7時の時報直後）、「デイドリーム・ビリーバー」ザ・モンキーズ（エンディング）